# 아메리카노 (2005년 영화)
아메리카노(Americano)는 스페인에서 제작된 케빈 놀런드 감독의 2005년 코미디, 멜로/로맨스 영화이다. 조슈아 잭슨 등이 주연으로 출연하였고 루산나 호퍼 등이 제작에 참여하였다.

## 출연

### 주연
- 조슈아 잭슨
- 레오노어 바레라
- 팀 샤프
- 루산나 호퍼
- 데니스 호퍼

### 조연
- 마틴 클레바
- 애너 보치
- 애슐리 에이젠하우어
- 노르베토 모란
- 마이티 마이크 무르가

## 제작진
- 공동제작: 알바로 론
- 라인프로듀서: 알바로 론
- 미술: 레베카 하워드
- 미술: 바바라 랭
- 배역: 카렌 메이셀즈